# 慕容塵
慕容 塵（ぼよう じん、生没年不詳）は、五胡十六国時代の前燕の人物。昌黎郡棘城県の出身。

## 生涯
元璽4年（355年）10月、撫軍将軍慕容恪・司空陽騖とともに、青州の段龕討伐に向かった。
元璽5年（356年）11月、前燕が段龕を破って青州を領有すると、慕容恪は慕容塵を広固に鎮させた。
光寿2年（358年）12月、東晋の侵攻に対し、青州刺史に任じられていた慕容塵は司馬悦明を泰山の救援に遣わした。東晋の徐州刺史荀羨は大敗、前燕は山茌を取り戻した。
建熙2年（361年）4月、東晋の建威将軍桓豁が鎮南将軍に任じられていた慕容塵が守る許昌を攻めた。慕容塵は敗れ、許昌を失陥した。
建熙4年（363年）10月、長平で東晋の陳留郡太守袁披を破った。
建熙5年（364年）4月、前燕は許昌・汝南郡・陳郡を攻略、慕容塵を許昌に屯させた。
建熙8年（367年）4月、竟陵へ侵攻したが、東晋の竟陵郡太守羅崇に敗れた。
これ以後の事績は、史書に記されていない。